# Шиша Пангма
Шиша Пангма (също Шишапангма, на китайски: 希夏邦马峰, наричан и Госаинтан) е връх в Хималаите на територията на Тибет, на няколко километра от границата с Непал. Надморската височина на Главния връх е 8027 m (в някои неофициални източници 8013 или 8047 m). Върхът е най-ниският сред осемхилядниците и заема 14-о място в низходящата класация на върховете по височина. Изкачен е за първи път от китайска експедиция през 1964 година, когато границите на страната са затворени за чужденци. Най-популярният маршрут минава по северната страна и е сравнително лесен.

## Местоположение
Шиша Пангма се намира на около 120 km северозападно от групата върхове Монт Еверест. Върхът се намира върху огромен масив, покрит с вечни снегове и ледове. На северния му склон се намира изворът на река Арун от водосбора на река Ганг. Индийската топографска служба води върха като номер XXIII. Дълги години върхът е известен като Госаинтан (в превод Свято място), а популярното сега наименование е тибетско.

## Масив
Планинският масив Шиша Пангма. Състои се от три върха, два от които надвишават 8000 m н.в. Главният връх е на 8027 m н.в. (среща се и 8013 или 8047 m). Средният (Централен) връх е висок 8008 m (8013 или 7991 m), а Западният връх – 7966 m (или 7950 m).

## Изкачвания
През 1963 г. група китайски алпинисти прави опит за изкачването му, но достига до височина 7130 m. Година по-късно – на 2 май 1964 г., китайска група от около 200 души, ръководена от Сю Цзимон, щурмува върха и 6 алпинисти го достигнат.
Първото успешно зимно изкачване на върха прави френският алпинист Жан-Кристоф Лафел – на 11 декември 2004 г. Това изкачване обаче не е международно признато, тъй като датата не попада технически в зимния сезон. На 14 януари 2005 г. върхът е изкачен от поляка Пьотр Моравски и италианеца Симоне Моро, което официално е първото зимно покоряване на Шиша Пангма.
Българските опити за изкачване на върха са три (до 2021 вкл.). През 1994 г. Йорданка Димитрова и Борислав Димитров достигат до 6400 метра. През 1999 г. Дойчин Василев и Карина Сълова достигат до Средния връх, но не и до Главния връх. На 3 май 2018 г. в опит да изкачи Шиша Пангма изчезва българският алпинист Боян Петров. За последно той е забелязан в близост до лагер 3 под върха (на приблизителна надморска височина от 7400 m). Последвалата двуседмична спасителна операция завършва безуспешно, като от алпиниста са открити само инсулинът му и дребни лични вещи.